# Partido Republicano do Povo
O Partido Republicano do Povo ou Partido Popular Republicano (em turco: Cumhuriyet Halk Partisi, abreviado como CHP) é um partido político kemalista e social-democrata da Turquia. É o partido mais antigo da Turquia, fundado por Mustafa Kemal Atatürk, o primeiro presidente e fundador da moderna República da Turquia. Também é citado como o partido fundador da Turquia moderna. Seu logotipo consiste de seis flechas, que representam os princípios fundamentais do kemalismo: republicanismo, reformismo, laicismo, populismo, nacionalismo e "estatismo". Atualmente é o principal partido de centro-esquerda da Turquia e o segundo maior partido na Grande Assembleia Nacional, atrás apenas de seu rival, o Partido da Justiça e Desenvolvimento (AKP). 
O partido tem suas origens nos vários grupos de resistência fundados durante a Guerra de Independência da Turquia. Sob a liderança de Mustafa Kemal Atatürk, eles se uniram no Congresso de Sivas (uma assembleia do Movimento Nacional Turco) em 1919. Em 1923, o até então chamado "Partido Popular", logo acrescentou a palavra "Republicano" ao seu nome, declarou-se uma organização política e anunciou o estabelecimento da República da Turquia, tendo Atatürk como seu primeiro presidente. À medida que a Turquia entrava em seu período unipartidário autoritário, o CHP era o aparato para implementar reformas políticas, culturais, sociais e econômicas de longo alcance no país.
Após a Segunda Guerra Mundial, o sucessor de Atatürk, İsmet İnönü, permitiu eleições multipartidárias, e o partido iniciou uma transição pacífica de poder após perder a eleição de 1950, encerrando o período de partido único e iniciando o período multipartidário da Turquia. Os anos posteriores ao golpe militar de 1960 viram o partido gradualmente se inclinar para a centro-esquerda, algo consolidado quando Bülent Ecevit se tornou seu presidente em 1972. O CHP, assim como todos os outros partidos da época, foi banido pela junta militar de 1980. O CHP foi restabelecido com seu nome original em 9 de setembro de 1992, com a participação da maioria de seus membros do período anterior a 1980. Desde as eleições de 2002, é o principal partido de oposição ao governante AKP. Em 2023, Özgür Özel tornou-se presidente do CHP.
O CHP é um partido fundador da Aliança da Nação, uma coalizão eleitoral diversificada de partidos de oposição contra o AKP e sua Aliança do Povo. Além disso, é membro associado do Partido dos Socialistas Europeus, membro da Internacional Socialista e da Aliança Progressista. Muitos políticos do CHP apoiam os direitos LGBT+ e o movimento feminista na Turquia. O partido é favorável à adesão da Turquia à União Europeia e à OTAN.

## Ideologia
Até 1965, o CHP foi um partido centrista. Historicamente, também foi anticomunista. Porém, desde 1965 é um partido de centro-esquerda adepto do progressismo e da social-democracia, além de defensor da participação da Turquia na União Europeia e na OTAN. Também possui facções internas nacionalistas de esquerda, socialistas democráticas e sociais-liberais.

## Resultados eleitorais

### Eleições legislativas
| Data    | Cl.               | Votos             | %                 | +/-               | Deputados         | +/-               | Status            |
| ------- | ----------------- | ----------------- | ----------------- | ----------------- | ----------------- | ----------------- | ----------------- |
| 1946    | 1.º               | N/D               | 85,2 / 100,0      |                   | 395 / 465         |                   | Governo           |
| 1950    | 2.º               | 3 176 561         | 39,9 / 100,0      | 45,3              | 69 / 487          | 326               | Oposição          |
| 1954    | 2.º               | 3 161 696         | 35,4 / 100,0      | 0,5               | 30 / 535          | 39                | Oposição          |
| 1957    | 2.º               | 3 753 136         | 41,1 / 100,0      | 5,7               | 178 / 602         | 148               | Oposição          |
| 1961    | 1.º               | 3 724 752         | 36,7 / 100,0      | 4,4               | 173 / 450         | 5                 | Governo           |
| 1965    | 2.º               | 2 675 785         | 28,7 / 100,0      | 8,0               | 134 / 450         | 39                | Oposição          |
| 1969    | 2.º               | 2 487 006         | 27,4 / 100,0      | 1,3               | 143 / 450         | 9                 | Oposição          |
| 1973    | 1.º               | 3 570 583         | 33,3 / 100,0      | 5,9               | 185 / 450         | 42                | Governo           |
| 1977    | 1.º               | 6 136 171         | 41,4 / 100,0      | 8,1               | 213 / 450         | 28                | Governo           |
| 1983    | Banido/Dissolvido | Banido/Dissolvido | Banido/Dissolvido | Banido/Dissolvido | Banido/Dissolvido | Banido/Dissolvido | Banido/Dissolvido |
| 1987    | Banido/Dissolvido | Banido/Dissolvido | Banido/Dissolvido | Banido/Dissolvido | Banido/Dissolvido | Banido/Dissolvido | Banido/Dissolvido |
| 1991    | Banido/Dissolvido | Banido/Dissolvido | Banido/Dissolvido | Banido/Dissolvido | Banido/Dissolvido | Banido/Dissolvido | Banido/Dissolvido |
| 1995    | 5.º               | 3 011 076         | 10,7 / 100,0      |                   | 49 / 550          |                   | Governo           |
| 1999    | 6.º               | 2 716 094         | 8,7 / 100,0       | 2,0               | 0 / 550           | 49                | Extra-parlamentar |
| 2002    | 2.º               | 6 113 352         | 19,4 / 100,0      | 10,7              | 178 / 550         | 178               | Oposição          |
| 2007    | 2.º               | 7 317 808         | 20,9 / 100,0      | 1,5               | 112 / 550         | 66                | Oposição          |
| 2011    | 2.º               | 11 155 972        | 26,0 / 100,0      | 5,1               | 135 / 550         | 23                | Oposição          |
| 06/2015 | 2.º               | 11 518 139        | 25,0 / 100,0      | 1,0               | 132 / 550         | 3                 | Oposição          |
| 11/2015 | 2.º               | 12 111 812        | 25,3 / 100,0      | 0,3               | 134 / 550         | 2                 | Oposição          |
| 2018    | 2.º               | 11 348 899        | 22,6 / 100,0      | 3,7               | 146 / 600         | 12                | Oposição          |
| 2023    | 2.º               | 13 675 902        | 25,3 / 100,0      | 2,7               | 169 / 600         | 23                | Oposição          |

### Eleições presidenciais
| Data | Candidato apoiado    | 1.ª Volta | 1.ª Volta  | 1.ª Volta    | 2.ª Volta | 2.ª Volta  | 2.ª Volta    |
| Data | Candidato apoiado    | Cl.       | Votos      | %            | Cl.       | Votos      | %            |
| ---- | -------------------- | --------- | ---------- | ------------ | --------- | ---------- | ------------ |
| 2014 | Ekmeleddin İhsanoğlu | 2.º       | 15 587 720 | 38,4 / 100,0 |           |            |              |
| 2018 | Muharrem İnce        | 2.º       | 15 340 321 | 30,6 / 100,0 |           |            |              |
| 2023 | Kemal Kılıçdaroğlu   | 2.º       | 24 568 196 | 44,9 / 100,0 | 2.º       | 25 416 221 | 47,9 / 100,0 |

### Eleições autárquicas
| Data | Cl.    | Votos      | %            | +/-    |
| ---- | ------ | ---------- | ------------ | ------ |
| 1963 | 2.º    | 3 458 972  | 36,7 / 100,0 |        |
| 1968 | 2.º    | 2 542 644  | 27,9 / 100,0 | 8,8    |
| 1973 | 1.º    | 3 708 687  | 37,1 / 100,0 | 9,2    |
| 1977 | 1.º    | 5 161 426  | 41,7 / 100,0 | 4,6    |
| 1984 | Banido | Banido     | Banido       | Banido |
| 1989 | Banido | Banido     | Banido       | Banido |
| 1994 | 7.º    | 1 297 371  | 4,6 / 100,0  |        |
| 1999 | 6.º    | 3 487 483  | 11,1 / 100,0 | 6,5    |
| 2004 | 2.º    | 5 882 810  | 18,2 / 100,0 | 7,1    |
| 2009 | 2.º    | 9 229 936  | 23,1 / 100,0 | 4,9    |
| 2014 | 2.º    | 10 938 262 | 26,3 / 100,0 | 3,2    |
| 2019 | 2.º    | 13 980 640 | 30,1 / 100,0 | 3,8    |
| 2024 | 2.º    | 17 409 137 | 37,8 / 100,0 | 7,7    |